# Pim Leefsma
Willem Anton (Pim) Leefsma (Gouda, 7 juli 1947 - Gouda, 25 mei 2025) was een Nederlandse schilder, tekenaar en beeldhouwer.

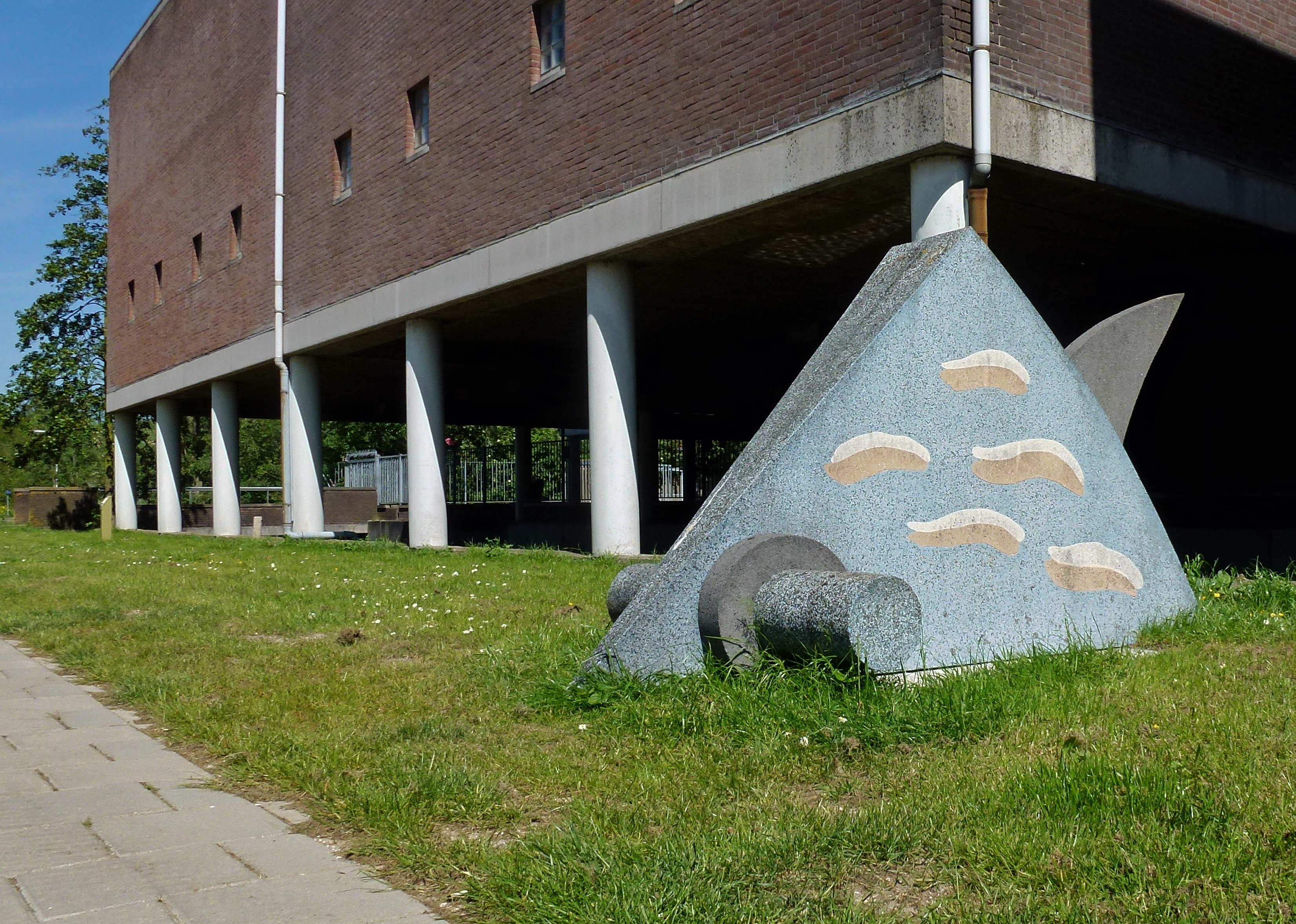
Terrazzo in Gouda

## Leven en werk
Leefsma, zoon van Nathan Leefsma en de Goudse schilderes Rini Nagtegaal studeerde van 1965 tot 1970 aan de Vrije Academie te Den Haag. Hij was naast schilder en tekenaar ook beeldhouwer. Hij vervaardigde onder meer het object voor de uitbreiding van het politiebureau aan de Houtmansgracht in Gouda in 1988 (zie afbeelding). Vanwege de veelkleurigheid van het object en de plaats (hoek Houtmansgracht/Paradijs) werd het werk ook de Paradijsvogel genoemd.
Sinds 2015 is het voormalige politiebureau een appartementencomplex, hierbij is De Paradijsvogel is verwijderd en vernietigd.
Werk van Leefsma is geëxposeerd op tentoonstellingen in binnen- en buitenland, onder meer in Parijs en Washington D.C..
In 1970 ontving hij voor zijn werk de Geert Bouwmeesterprijs.